# الجنرال رستم
الجنرال رستم ولد في حوالي 1820 في شركيسيا (روسيا حاليا) وتوفي في 1886 في القسطنطينية (إسطنبول حاليا)، هو جنرال وسياسي ووزير تونسي.

## السيرة الذاتية
الجنرال رستم كان مملوكا، وترعرع في قصر باردو، ثم زاول تعليمه في مدرسة باردو الحربية على أيدي معلمه محمود قابادو. أصبح قائدا لحرس الباي. عين في 1865 في منصب وزير الداخلية، ثم وزيرا للحرب بين 1870 و1878. سرعان ما أصبح من أغنياء الإيالة التونسية، وأمر ببناء عدة قصور، من بينها قصر علي زروق الحالي، والذي سمي على صهره (حفيد العربي زروق) في منوبة. أثناء ثورة علي بن غذاهم في 1864، قاد الجنرال رستم إحدى أعمدة الجيش التي كلفت بقمع القبائل المتمردة في الشمال الغربي للبلاد.

شارك إذا بجدية في إصلاحات 1873 التي قادها الوزير الأكبر خير الدين التونسي، والذي تزوج الجنرال رستم بابنته في القسطنطينية كزوجة ثانية في 1883، بعد زواجه من زوجته الأولى ابنة إسماعيل قائد السبسي عضو مخزن الباي. أنهى الجنرال رستم مهامه باستقالته في نفس الوقت مع الوزير الأكبر خير الدين وعاش في المنفى في إسطنبول بعد خلافات عميقة مع محمد الصادق باي والوزير مصطفى بن إسماعيل المقرب من الباي، حول العلاقات الخارجية لتونس والإدارة المالية للبلاد.

أراد الجنرال رستم رفقة الوزير الأكبر خير الدين التونسي والجنرال حسين الحد من أعمال فرنسا واختراقها للساحة الوطنية التونسية، مركزين على العلاقات التي تربط تونس بحكومة الدولة العثمانية، والاستمرار في سياسة الوحدة التي اتبعها السلطان عبد الحميد الثاني.

توفي الجنرال رستم في القسطنطينية في 1886، ولكن ذريته بقيت تعيش في تونس العاصمة.

## ببليوغرافيا
أحمد بن أبي الضياف (1990). إتحاف أهل الزمان بأخبار ملوك تونس وعهد الأمان. تونس العاصمة: الدار التونسية للنشر. {{استشهاد بكتاب}}: تحقق من التاريخ في: |سنة= (مساعدة)